# Gurye
Gurye (kor. 구례군, Gurye-gun) – powiat należący do prowincji Jeolla Południowa w Korei Południowej. Gurye jest usytuowany w południowo-zachodniej części Korei, jest terenem górzystym, trudno dostępnym. Do symboli powiatu należą:
- Królewskie Azalie,
- Drzewo Sansuyu,
- Gołąb.